# Olimpia delle Tofane
La Olimpia delle Tofane (anche conosciuta come Stratofana Olimpica o Pista Olimpia) è una pista sciistica situata a Cortina d'Ampezzo, in Italia. Sul pendio, che si snoda sulle pendici della Tofana di Mezzo, si svolgono annualmente dal 1993 gare femminili di discesa libera e supergigante della Coppa del Mondo di sci alpino. La pista è stata teatro anche di gare mondiali e della discesa libera maschile di sci alpino durante i VII Giochi olimpici invernali, disputati a Cortina d'Ampezzo nel 1956, quando furono installate all'arrivo tribune provvisorie per l'evento, per una capienza di 9 830 spettatori. Tornerà sede di gare olimpiche nel 2026, con il nome di Tofane Alpine Skiing Centre, quando ospiterà tutte le gare femminili di sci alpino ai XXV Giochi olimpici invernali assegnati a Milano e Cortina d'Ampezzo.

## Storia

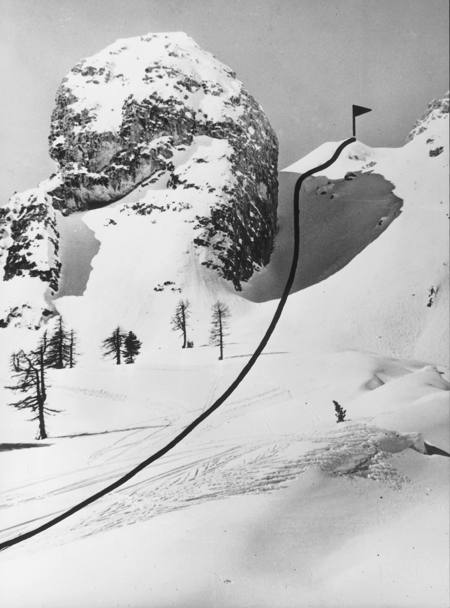
La pista Olimpia nel 1956

La Olimpia delle Tofane nel 1956 si è imposta all'attenzione delle cronache per la vittoria dell'oro olimpico ottenuta dal fuoriclasse austriaco Toni Sailer, il quale ha preceduto nell'ordine Raymond Fellay e Andreas Molterer.
Dal 1969 ed è stata inserita saltuariamente tra le competizioni della Coppa del Mondo, sia al maschile che al femminile. Dal 1993 è diventata un appuntamento fisso per il settore femminile; si tengono prove sia di discesa libera che supergigante. Sono state effettuate anche alcune gare di slalom gigante. L'atleta più vittoriosa è la statunitense Lindsey Vonn con dodici successi complessivi.
La pista di discesa parte dal Rifugio Pomedes alle pendici delle Tofane. Presso il Rifugio Duca d'Aosta invece prendono il via le gare di super-g
Nel contesto dei XXV Giochi olimpici invernali di Milano-Cortina d'Ampezzo 2026 le piste, con il nome di Tofane Alpine Skiing Centre, ospiteranno dall'8 al 18 febbraio tutti gli eventi femminili di sci alpino.

## Albo d'oro
Di seguito sono riportati i podi relativi alle massime competizioni internazionali disputate sull'Olimpia delle Tofane.

### Maschile

#### Discesa libera
| Data            | Competizione                  | Primo            | Secondo                    | Terzo            |
| --------------- | ----------------------------- | ---------------- | -------------------------- | ---------------- |
| 3 febbraio 1956 | VII Giochi olimpici invernali | Toni Sailer      | Raymond Fellay             | Andreas Molterer |
| 9 febbraio 1969 | Coppa del Mondo 1969          | Jos Minsch       | Jean-Pierre Augert         | Hans Peter Rohr  |
| 3 febbraio 1990 | Coppa del Mondo 1990          | Kristian Ghedina | Daniel Mahrer              | Helmut Höflehner |
| 4 febbraio 1990 | Coppa del Mondo 1990          | Helmut Höflehner | Franz Heinzer Atle Skårdal |                  |

#### Supergigante
| Data            | Competizione         | Primo          | Secondo                 | Terzo               |
| --------------- | -------------------- | -------------- | ----------------------- | ------------------- |
| 28 gennaio 2023 | Coppa del Mondo 2023 | Marco Odermatt | Aleksander Aamodt Kilde | Mattia Casse        |
| 29 gennaio 2023 | Coppa del Mondo 2023 | Marco Odermatt | Dominik Paris           | Daniel Hemetsberger |

### Femminile

#### Discesa libera
| Data             | Prima                           | Seconda              | Terza                                       |
| ---------------- | ------------------------------- | -------------------- | ------------------------------------------- |
| 12 dicembre 1974 | Annemarie Moser-Pröll           | Cindy Nelson         | Wiltrud Drexel                              |
| 16 dicembre 1975 | Evi Mittermaier                 | Brigitte Totschnig   | Bernadette Zurbriggen                       |
| 15 dicembre 1976 | Annemarie Moser-Pröll           | Elena Matous         | Brigitte Totschnig                          |
| 9 gennaio 1993   | Regina Häusl                    | Heidi Zurbriggen     | Katja Seizinger                             |
| 15 gennaio 1993  | Katja Seizinger                 | Carole Merle         | Barbara Sadleder                            |
| 14 gennaio 1994  | Katja Seizinger                 | Veronika Wallinger   | Kate Pace                                   |
| 20 gennaio 1995  | Michaela Gerg                   | Picabo Street        | Katja Seizinger                             |
| 22 gennaio 1995  | Picabo Street                   | Barbara Merlin       | Katja Seizinger                             |
| 19 gennaio 1996  | Picabo Street                   | Pernilla Wiberg      | Isolde Kostner                              |
| 20 gennaio 1996  | Isolde Kostner                  | Picabo Street        | Renate Götschl                              |
| 23 gennaio 1997  | Isolde Kostner Heidi Zurbriggen |                      | Katja Seizinger                             |
| 22 gennaio 1998  | Isolde Kostner                  | Renate Götschl       | Florence Masnada                            |
| 21 gennaio 1999  | Régine Cavagnoud                | Isolde Kostner       | Hilde Gerg                                  |
| 22 gennaio 2000  | Régine Cavagnoud                | Tanja Schneider      | Mojca Suhadolc                              |
| 19 gennaio 2001  | Isolde Kostner                  | Heidi Zurbriggen     | Régine Cavagnoud                            |
| 26 gennaio 2002  | Renate Götschl                  | Isolde Kostner       | Daniela Ceccarelli                          |
| 18 gennaio 2003  | Renate Götschl                  | Kirsten Clark        | Michaela Dorfmeister                        |
| 17 gennaio 2004  | Hilde Gerg                      | Renate Götschl       | Carole Montillet                            |
| 18 gennaio 2004  | Carole Montillet                | Renate Götschl       | Lindsey Vonn                                |
| 15 gennaio 2005  | Renate Götschl                  | Janica Kostelić      | Lindsey Vonn                                |
| 16 gennaio 2005  | Michaela Dorfmeister            | Renate Götschl       | Hilde Gerg                                  |
| 28 gennaio 2006  | Renate Götschl                  | Julia Mancuso        | Elisabeth Görgl                             |
| 20 gennaio 2007  | Renate Götschl                  | Julia Mancuso        | Marie Marchand-Arvier                       |
| 19 gennaio 2008  | Lindsey Vonn                    | Anja Pärson          | Emily Brydon                                |
| 24 gennaio 2009  | Dominique Gisin                 | Lindsey Vonn         | Anja Pärson                                 |
| 23 gennaio 2010  | Lindsey Vonn                    | Maria Riesch         | Nadja Kamer Anja Pärson                     |
| 22 gennaio 2011  | Maria Riesch                    | Julia Mancuso        | Lindsey Vonn                                |
| 14 gennaio 2012  | Daniela Merighetti              | Lindsey Vonn         | Maria Riesch                                |
| 19 gennaio 2013  | Lindsey Vonn                    | Tina Maze            | Leanne Smith                                |
| 24 gennaio 2014  | Maria Riesch                    | Tina Weirather       | Nicole Schmidhofer                          |
| 25 gennaio 2014  | Tina Maze                       | Marianne Abderhalden | Tina Weirather                              |
| 16 gennaio 2015  | Elena Fanchini                  | Larisa Yurkiw        | Viktoria Rebensburg                         |
| 18 gennaio 2015  | Lindsey Vonn                    | Elisabeth Görgl      | Daniela Merighetti                          |
| 23 gennaio 2016  | Lindsey Vonn                    | Larisa Yurkiw        | Lara Gut                                    |
| 28 gennaio 2017  | Lara Gut                        | Sofia Goggia         | Ilka Štuhec                                 |
| 19 gennaio 2018  | Sofia Goggia                    | Lindsey Vonn         | Mikaela Shiffrin                            |
| 20 gennaio 2018  | Lindsey Vonn                    | Tina Weirather       | Jacqueline Wiles                            |
| 18 gennaio 2019  | Ramona Siebenhofer              | Ilka Štuhec          | Stephanie Venier                            |
| 19 gennaio 2019  | Ramona Siebenhofer              | Nicole Schmidhofer   | Ilka Štuhec                                 |
| 13 febbraio 2021 | Corinne Suter                   | Kira Weidle          | Lara Gut                                    |
| 22 gennaio 2022  | Sofia Goggia                    | Ramona Siebenhofer   | Ester Ledecká                               |
| 20 gennaio 2023  | Sofia Goggia                    | Ilka Štuhec          | Kira Weidle                                 |
| 21 gennaio 2023  | Ilka Štuhec                     | Kajsa Vickhoff Lie   | Elena Curtoni                               |
| 26 gennaio 2024  | Stephanie Venier                | Lara Gut             | Christina Ager Sofia Goggia Valérie Grenier |
| 27 gennaio 2024  | Ragnhild Mowinckel              | Jacqueline Wiles     | Sofia Goggia                                |
| 18 gennaio 2025  | Sofia Goggia                    | Kajsa Vickhoff Lie   | Federica Brignone                           |

#### Supergigante
| Data             | Prima                         | Seconda               | Terza                 |
| ---------------- | ----------------------------- | --------------------- | --------------------- |
| 16 gennaio 1993  | Ulrike Maier                  | Carole Merle          | Sylvia Eder           |
| 15 gennaio 1994  | Katja Seizinger               | Ulrike Maier          | Kerrin Lee-Gartner    |
| 17 gennaio 1994  | Pernilla Wiberg Alenka Dovžan |                       | Ulrike Maier          |
| 25 gennaio 1997  | Isolde Kostner                | Pernilla Wiberg       | Katja Seizinger       |
| 23 gennaio 1998  | Mélanie Suchet                | Regina Häusl          | Karen Putzer          |
| 24 gennaio 1998  | Katja Seizinger               | Renate Götschl        | Isolde Kostner        |
| 22 gennaio 1999  | Renate Götschl                | Martina Ertl          | Régine Cavagnoud      |
| 20 gennaio 2001  | Régine Cavagnoud              | Mélanie Turgeon       | Renate Götschl        |
| 15 gennaio 2002  | Hilde Gerg                    | Renate Götschl        | Alexandra Meissnitzer |
| 15 gennaio 2003  | Carole Montillet              | Renate Götschl        | Hilde Gerg            |
| 17 gennaio 2003  | Renate Götschl                | Alexandra Meissnitzer | Mélanie Turgeon       |
| 14 gennaio 2004  | Geneviève Simard              | Maria Riesch          | Hilde Gerg            |
| 16 gennaio 2004  | Renate Götschl                | Martina Ertl          | Hilde Gerg            |
| 12 gennaio 2005  | Renate Götschl                | Anja Pärson           | Martina Ertl          |
| 14 gennaio 2005  | Renate Götschl                | Lindsey Vonn          | Silvia Berger         |
| 27 gennaio 2006  | Anja Pärson                   | Julia Mancuso         | Lindsey Vonn          |
| 19 gennaio 2007  | Julia Mancuso                 | Nicole Hosp           | Renate Götschl        |
| 20 gennaio 2008  | Maria Holaus                  | Julia Mancuso         | Nicole Hosp           |
| 21 gennaio 2008  | Maria Riesch                  | Elisabeth Görgl       | Renate Götschl        |
| 26 gennaio 2009  | Jessica Lindell Vikarby       | Anna Fenninger        | Andrea Dettling       |
| 20 gennaio 2010  | Lindsey Vonn                  | Fabienne Suter        | Anja Pärson           |
| 21 gennaio 2011  | Lindsey Vonn                  | Anja Pärson           | Anna Fenninger        |
| 23 gennaio 2011  | Lindsey Vonn                  | Maria Riesch          | Lara Gut              |
| 15 gennaio 2012  | Lindsey Vonn                  | Maria Riesch          | Tina Maze             |
| 20 gennaio 2013  | Viktoria Rebensburg           | Nicole Schmidhofer    | Tina Maze             |
| 23 gennaio 2014  | Elisabeth Görgl               | Maria Riesch          | Nicole Hosp           |
| 26 gennaio 2014  | Lara Gut                      | Tina Weirather        | Maria Riesch          |
| 19 gennaio 2015  | Lindsey Vonn                  | Anna Fenninger        | Tina Weirather        |
| 24 gennaio 2016  | Lindsey Vonn                  | Tina Weirather        | Viktoria Rebensburg   |
| 29 gennaio 2017  | Ilka Štuhec                   | Sofia Goggia          | Anna Fenninger        |
| 21 gennaio 2018  | Lara Gut                      | Johanna Schnarf       | Nicole Schmidhofer    |
| 20 gennaio 2019  | Mikaela Shiffrin              | Tina Weirather        | Tamara Tippler        |
| 11 febbraio 2021 | Lara Gut                      | Corinne Suter         | Mikaela Shiffrin      |
| 23 gennaio 2022  | Elena Curtoni                 | Tamara Tippler        | Michelle Gisin        |
| 22 gennaio 2023  | Ragnhild Mowinckel            | Cornelia Hütter       | Marta Bassino         |
| 28 gennaio 2024  | Lara Gut                      | Stephanie Venier      | Romane Miradoli       |
| 19 gennaio 2025  | Federica Brignone             | Lara Gut              | Corinne Suter         |

#### Slalom gigante
| Data             | Prima                 | Seconda                     | Terza                    |
| ---------------- | --------------------- | --------------------------- | ------------------------ |
| 10 gennaio 1993  | Carole Merle          | Anita Wachter               | Deborah Compagnoni       |
| 16 gennaio 1994  | Anita Wachter         | Deborah Compagnoni          | Leïla Piccard            |
| 23 gennaio 1995  | Anita Wachter         | Vreni Schneider             | Špela Pretnar            |
| 21 gennaio 1996  | Anita Wachter         | Erika Hansson               | Katja Seizinger          |
| 26 gennaio 1997  | Deborah Compagnoni    | Katja Seizinger             | Sonja Nef                |
| 25 gennaio 1998  | Martina Ertl          | Katja Seizinger             | Sophie Lefranc-Duvillard |
| 24 gennaio 1999  | Alexandra Meissnitzer | Martina Ertl                | Anita Wachter            |
| 23 gennaio 2000  | Anna Ottosson         | Birgit Heeb Allison Forsyth |                          |
| 21 gennaio 2001  | Sonja Nef             | Allison Forsyth             | Michaela Dorfmeister     |
| 27 gennaio 2002  | Stina Hofgård Nilsen  | Andrine Flemmen             | Karen Putzer             |
| 19 gennaio 2003  | Anja Pärson           | Janica Kostelić             | Karen Putzer             |
| 29 gennaio 2006  | Nicole Hosp           | Geneviève Simard            | Elisabeth Görgl          |
| 21 gennaio 2007  | Karen Putzer          | Julia Mancuso               | Denise Karbon            |
| 25 gennaio 2009  | Kathrin Zettel        | Michaela Kirchgasser        | Elisabeth Görgl          |
| 24 gennaio 2010  | Tanja Poutiainen      | Viktoria Rebensburg         | Kathrin Hölzl            |
| 18 febbraio 2021 | Lara Gut              | Mikaela Shiffrin            | Katharina Liensberger    |